# 動弁機構

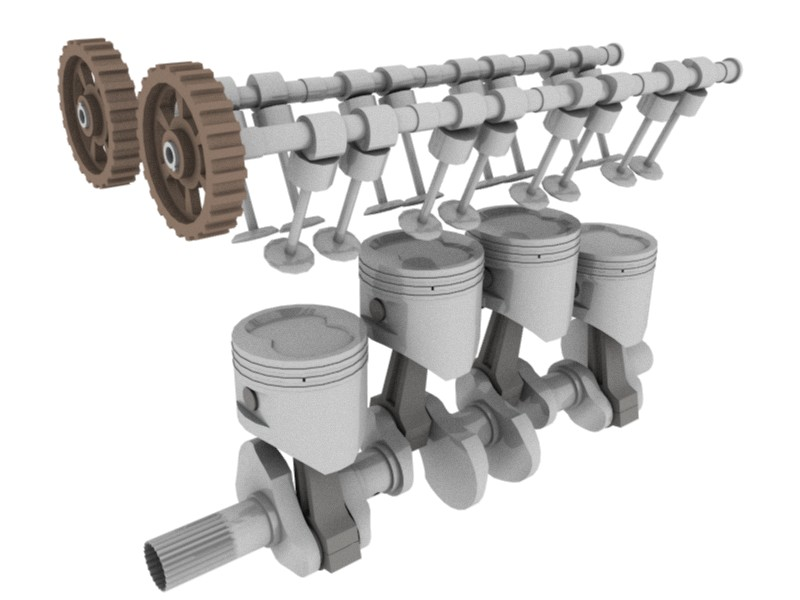
ダブルオーバーヘッドカムシャフト（DOHC）エンジンのカットモデル

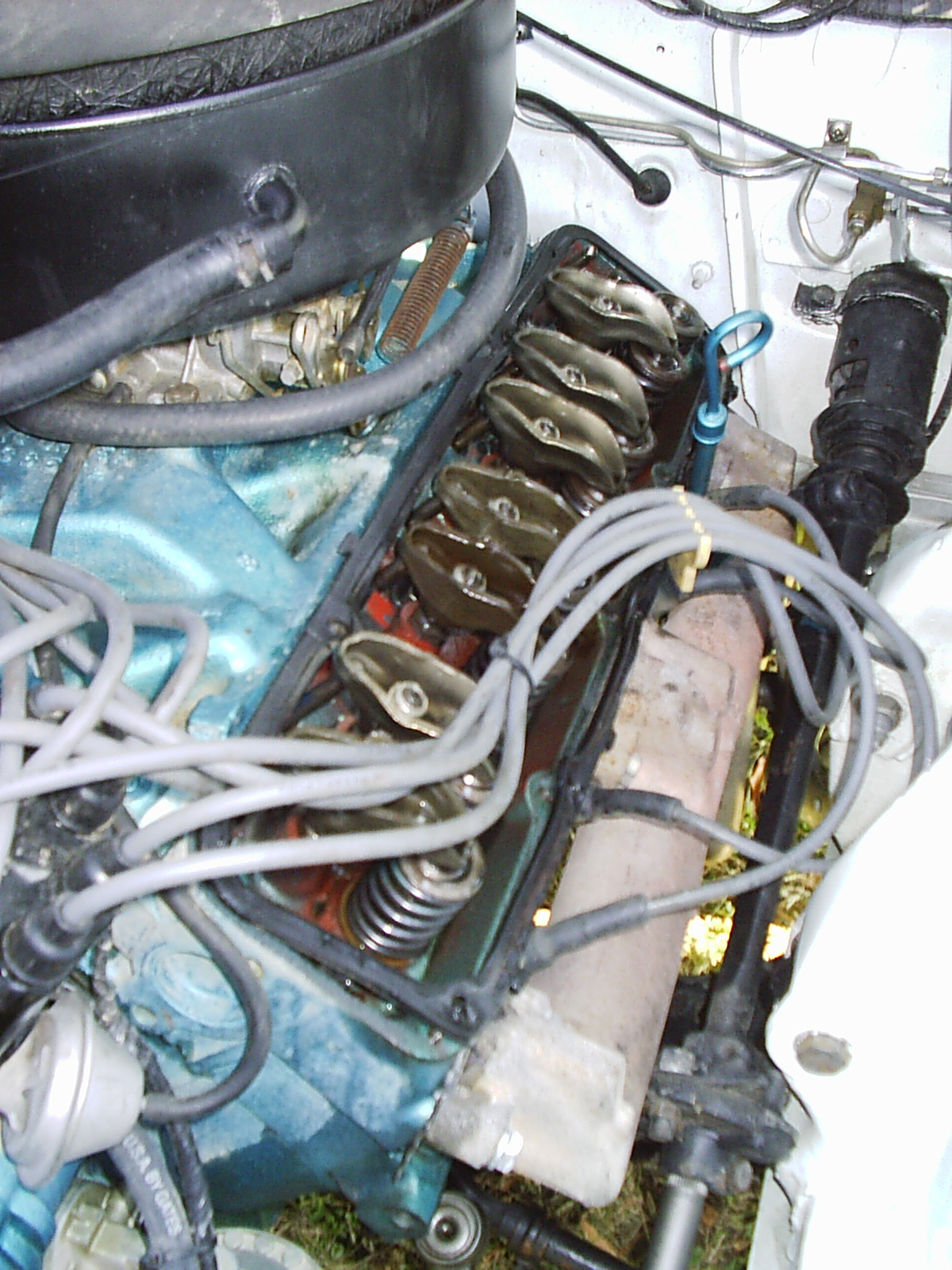
1969年式AMC V8オーバーヘッドバルブエンジン。ロッカーカバーは取り除かれているため、プッシュロッド、ロッカーアーム、バルブスプリング、およびバルブ（弁）を見ることができる。

動弁機構（どうべんきこう）、弁列、またはバルブトレイン（英語: valvetrain, valve train）は、内燃機関における吸気および排気弁の動作を制御する機械系である。吸気弁は空気/燃料混合気（あるいは直噴エンジンでは空気のみ）の燃焼室への流れを制御するのに対して、排気弁は燃焼が完了した後の燃焼室から出る排気ガスの流れを制御する。

## 配置
動弁列の配置はカムシャフトの位置の大きく依存する。ピストンエンジンでの一般的な動弁機構の構成には以下のものがある。
カム-イン-ブロック
カムシャフトがエンジンブロック内に位置する。オーバーヘッドバルブ（OHV）またはフラットヘッドエンジンのいずれか。これらはプッシュロッドを用いることが多いため、OHVエンジンはしばしば「プッシュロッドエンジン」と呼ばれる。
オーバーヘッドカムシャフト
カムシャフトがエンジンの最上部近く、燃焼室の上方に位置する。
カムレス
この配置はカムシャフトを一切使用しない。ソレノイドといった技術が弁を個別に作動させるために使われる。

## 構成要素
動弁機構は、カムシャフトの回転運動を吸気および排気弁の開閉へと伝達するために必要な全ての構成要素から成る。クランクシャフトから弁までの典型的な構成要素を順番に以下に示す。

### カムシャフト
弁が開く事象のタイミングとリフトの性状は、回転するシャフト上の注意深く形作られたローブ（丸く突出した部分）の使用により、カムシャフトによって制御される。カムシャフトはクランクシャフトによって駆動され、4ストローク期間の場合は、クランクシャフトの半分の速度で回転する。
運動はクランクシャフトからカムシャフトへと、最も一般的にはゴム製タイミングベルト、金属製タイミングチェーン、または一連の歯車によって伝達される。

### プッシュロッド
プッシュロッドは、カムシャフト（エンジンブロックに位置する）から弁（シリンダーヘッドに位置する）へと運動を伝達するためにオーバーヘッドバルブエンジンにおいて使われる細長い金属製ロッド（棹）である。プッシュロッドの下端はタペットにぴったり付いており、カムシャフトはタペットに接触している。カムシャフトのローブはタペットを上向きに移動させ、これがプッシュロッドを移動させる。タペットの上端がロッカーアームを押し、これによって弁が開く。

### ロッカーアーム/バケットタペット
用いられる設計に依存して、弁はロッカーアーム、フィンガー、またはバケットタペットによって作動される。オーバーヘッドカムシャフトエンジンはフィンガーまたはバケットタペットを用い、これらはカムローブと接触する。オーバーヘッドバルブエンジンはロッカーアームを用い、これらはプシュロッドによって作動し、バルブを作動させるためにシャフトまたは個々のボールスタッド上で旋回する。

### 弁
ほとんどの現代的エンジンはポペットバルブを用いるが、スリーブバルブ、スライドバルブ、およびロータリーバルブも時々使われている。ポペットバルブは典型的にはカムシャフトローブまたはロッカーアームによって開かれ、バルブスプリングと呼ばれる巻きばねによって閉じる。
バルブフロートは、バルブスプリングが高エンジン速度（RPM）において動弁機構の慣性を制御できなくなった時に起きる